# Roman Biały

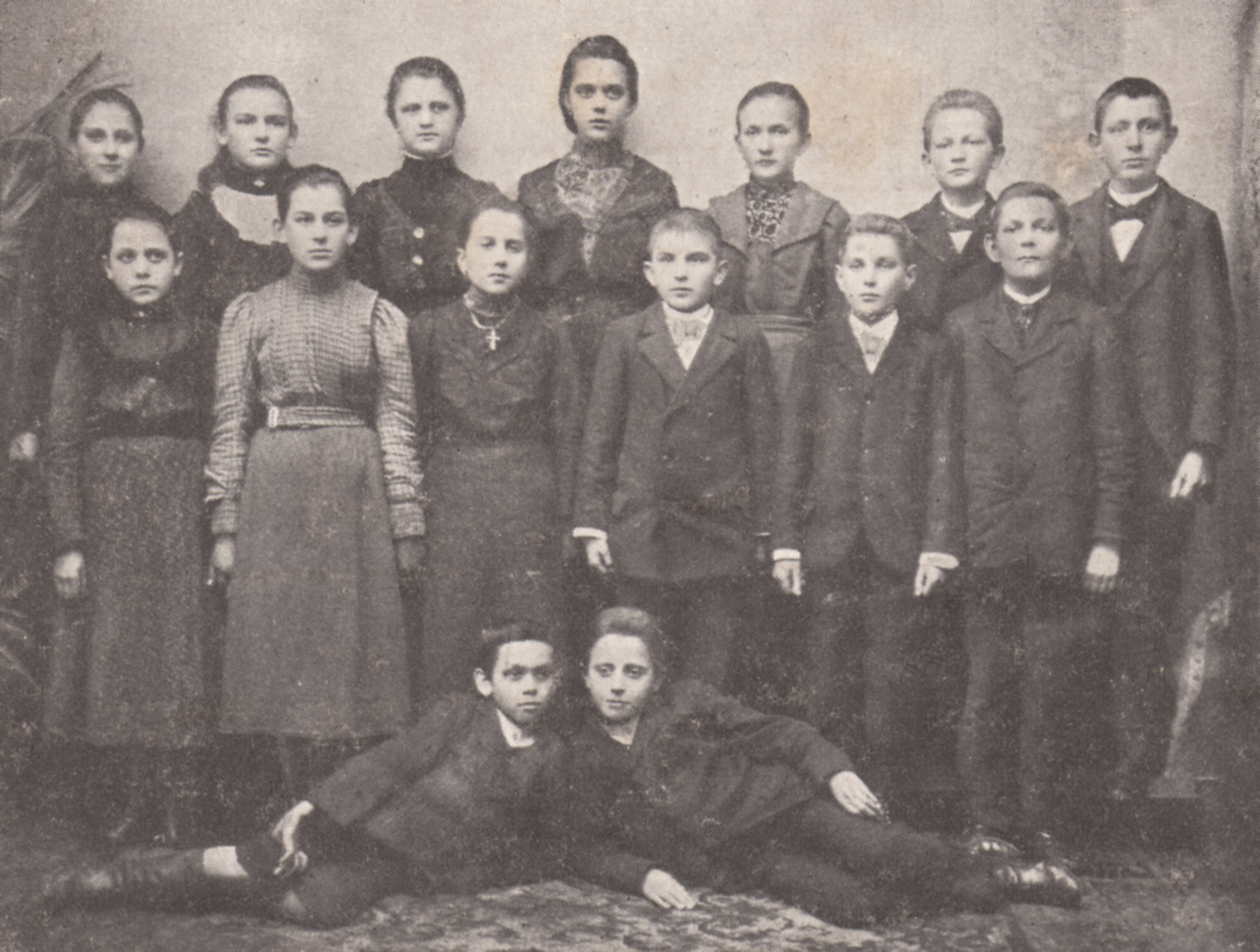
Uczestnicy strajku dzieci wrzesińskich (Roman Biały - pierwszy z prawej, w dolnym rzędzie)

Roman Biały (ur. 4 sierpnia 1888 w Karminie, zm. 19 września 1918 we Wrześni) – uczestnik strajku dzieci wrzesińskich w 1901, ukarany podczas zbiorowej chłosty 20 maja, żołnierz I wojny światowej.

## Życiorys
Syn Franciszka i Antoniny z domu Włudarczak. Miał 5 sióstr. Uczeń Katolickiej Szkoły Ludowej we Wrześni. Brał udział w strajku szkolnym w 1901. Ukarany podczas zbiorowej chłosty 20 maja. Otrzymał pomoc Polonii w wysokości 1 tys. marek niemieckich. Po ukończeniu szkoły podjął pracę w kancelarii notariusza i adwokata Stefana Thiela we Wrześni. 
W 1912 założył rodzinę. Jego żoną była Balbina Sikorska z Wrześni. Małżeństwo to miało trzy córki: Halinę, Jadwigę (bliźnięta) oraz Marię.
W trakcie I wojny światowej walczył najpierw na froncie rosyjskim, później na froncie zachodnim. Został ranny, zmarł w szpitalu wojskowym we Wrześni.